# Sherub Gyeltshen
Sherub Gyeltshen (en dzongkha: དྲག་ཤོས་ཤེས་རབ་རྒྱལ་མཚན།; nacido c. 1955)  es un político butanés perteneciente al partido Druk Nyamrup Tshogpa. Desde octubre de 2018 se desempeña como asambleísta nacional, y desde noviembre de ese año, como Ministro de Interior y Asuntos Culturales.

## Trayectoria
Gyeltshen trabajó con el Ministerio del Interior y Asuntos Culturales durante 11 años. El 24 de abril de 1991, fue nombrado Dzongdag por el distrito de Lhuntse, distrito de Samtse y el distrito de Thimphu. Ha ocupado además, cargos en el poder judicial: juez del Tribunal Superior de Bhután y secretario de la Comisión de Desarrollo de Dzongkha.
El 14 de mayo de 2018, Gyeltshen recibió 1.086 votos y fue elegido vicepresidente del Druk Nyamrup Tshogpa (DNT) solo cinco meses antes de la elecciones generales.
Fue elegido miembro de la Asamblea Nacional de Bután por la circunscripción electoral de Monggar, en las elecciones de 2018. Obtuvo 3.763 votos, derrotando a Karma Lhamo, candidato del DPT .
El 3 de noviembre, el primer ministro Lotay Tshering anunció formalmente la composición de su gabinete: Gyeltshen fue nombrado Ministro de Interior y Asuntos Culturales.  El 7 de noviembre de 2018, prestó juramento como cabeza de la cartera ministerial del Lhengye Zhungtshog. El 27 de agosto de 2019, el Tribunal Dzongkhag de Timbu lo condenó por una reclamación de seguro falsa.